# Castell de Campdàsens
El Castell de Campdàsens és un edifici de Sitges (Garraf) declarada Bé Cultural d'Interès Nacional.

## Descripció
Al cim d'un turó de 241 m d'alçada que domina la plana de Campdàsens, a la zona centre-sud del terme municipal, hi ha les restes d'una construcció de planta rectangular d'uns 8 m de llarg i 5 m d'ample, amb compartimentacions interiors. Aquestes restes es podrien identificar amb el castell de Campdàsens, tal com ens indicarien els topònims de la cartografia actual.

## Història
El 4 de febrer de 1323 el cavaller Pere Marc, comprà el castell d'Eramprunyà (Baix Llobregat) i el seu terme per cent vint mil sous de moneda de Barcelona, diners que Jaume II necessitava per a preparar la conquesta de Sardenya. La presa de possessió efectiva tingué lloc el dia 7 de febrer. El 18 de setembre, se li concedia el mixt imperi (la mitjana justícia) i la castlania el 25 de març de 1337. El domini d'Eramprunyà comprenia entre d'altres viles (l'ampliat amb la concessió el mateix any del domini directe i els drets alodials del castell de Campdàsens al Garraf).
Possiblement es tracti d'una Talaia o casa forta relacionada amb el castell de Campdàsens.